# فريدريش فاير
فريدريش فاير (بالألمانية: Friedrich Fehér)‏ (و. 1889 – 1950 م) هو مخرج أفلام، وممثل مسرحي، وممثل أفلام نمساوي، ولد في فيينا، توفي في شتوتغارت، عن عمر يناهز 61 عاماً.

## وصلات خارجية
- فريدريش فاير على موقع IMDb (الإنجليزية)
- فريدريش فاير على موقع ألو سيني (الفرنسية)
- فريدريش فاير على موقع أول موفي (الإنجليزية)
- فريدريش فاير على موقع قاعدة بيانات الأفلام السويدية (السويدية)
- فريدريش فاير على موقع قاعدة بيانات الفيلم (الإنجليزية)
- فريدريش فاير على موقع كينوبويسك (الروسية)